# Härlingstorpstenen
Härlingstorpstenen, med signum Vg 61, är en runsten som nu står i Härlingstorp i Edsvära socken och Vara kommun i Västergötland. Stenen är snarast triangulär med texten löpande i två bågar, den ena innanför den andra. Texten är inte ifylld och syns därför mycket knappt. Själva runstenen är inte så stor men texten destomer intressant, eftersom den handlar om en ung man (fornsvenska dræng) som farit i viking i västerled, antagligen till England. Den är rest på gräsmattan till gården Härlingstorp 2, dit den flyttades så tidigt som år 1920. Ursprungligen stod den cirka fyrtio meter söderut, vid ett vadställe i Härlingtorpsbäcken. Det är troligen att den stått där redan när den restes omkring år 1000.

## Inskriften
Translitterering av runraden:
: tula : sati : sten : þ... ...[iʀ kʀ : sun] : sin : harþa × kuþon : trok : sa × uarþ : tuþr : o : uastr:uakm : i : uikiku :
Normalisering till runsvenska:
Tola satti stæin þ[annsi æft]iʀ Gæiʀ, sun sinn, harða goðan dræng. Sa varð dauðr a vestrvegum i vikingu.
Översättning till nusvenska:
Tola satte denna sten efter Ger, sin son, en mycket god ung man. Denne vart död på västervägar i viking.